# Звєрєва Ірина Дмитрівна
Іри́на Дми́трівна Звє́рєва (нар. 30 травня 1952 — 1 грудня 2013) — доктор педагогічних наук, професор, академік Міжнародної академії політичних і суспільних наук (Москва), головний науковий співробітник лабораторії соціальної педагогіки Інституту проблем виховання НАПН України.
Ірина Звєрєва присвятила життя розбудові системи соціальної та соціально-педагогічної роботи в Україні. Здобула визнання в своїй галузі як науковець-теоретик, міжнародний експерт, менеджер, педагог тощо. Працюючи в Державній соціальній службі для молоді, міжнародних та українських громадських організаціях, вищих навчальних закладах, Національній академії педагогічних наук, у редколегіях спеціалізованих видань, Ірина Дмитрівна суттєво вплинула на структуру, зміст і підходи в діяльності державної системи соціальних служб, на запровадження інноваційних практик й інструментів соціальної, психологічної та соціально-педагогічної допомоги, на галузеву освіту, напрямки галузевих та міждисциплінарних досліджень.

## Біографічна довідка
1976 Ірина Дмитрівна закінчила Київський державний університет імені Тараса Шевченка за спеціальністю «філолог, викладач російської мови і літератури». Через декілька років продовжила освіту в аспірантурі Академії педагогічних наук СРСР (1985—1986). Надалі повернулася в Україну, працювала в Українському науково-дослідному інституті педагогіки.
Від моменту створення системи соціальних служб в Україні у 1993, по 1997 працювала в Українському державному центрі соціальних служб для молоді. Обіймала посаду заступника директора УДЦССМ, що виконував методологічну підтримку та здійснював деякі управлінські функції стосовно цілої системи соціальних служб в Україні, кількість яких сягала майже 1000 (відповідно до числа районних та міських рад).
Долучилася до створення та міжнародного визнання української фахової спільноти: Української асоціації соціальних педагогів та спеціалістів із соціальної роботи вже у 1994 увійшла до Міжнародної Федерації соціальних робітників (IFSW). Ініціювала розробку національного Етичного кодексу спеціалістів із соціальної роботи України згідно зі світовими стандартами.
Долучалася до розвитку освіти в галузі соціальної та соціально-педагогічної роботи від самих її витоків і до останніх днів життя. В 1992—1998 старший викладач кафедри соціальної педагогіки Київського педагогічного коледжу при Київському університеті імені Тараса Шевченка. В 1997—1998 доцент кафедри соціальної педагогіки Київського національного університету імені Тараса Шевченка. З 2007 професор кафедри соціальної педагогіки та корекційної освіти Інституту психології і соціальної педагогіки Київського університету імені Бориса Грінченка. А з 2003 була головним науковим співробітником лабораторії соціальної педагогіки Інституту проблем виховання АПН України. На базі лабораторії та під науковим керівництвом Ірини Дмитрівни були захищені понад десяток наукових робіт, що стосувались теоретичного обґрунтування та практичного вирішення різних соціальних та соціально-педагогічних проблем. Серед відомих учнів: О. В. Безпалько, Ж. В. Петрочко, З. П. Кияниця, Т. В. Журавель.
Співпрацювала з міжнародними та вітчизняними благодійними організаціями: головний консультант з науково-методичного забезпечення проекту ТАСІС, Представництва благодійної організації «Кожній дитині» (Велика Британія) в Україні; виконавчий директор Українського фонду «Благополуччя дітей»; залучений експерт у МБО «Надія і житло для дітей», Holt International та ін.
Входила до редакційних колегій фахових видань: журналів «Соціальна педагогіка: теорія та практика» і «Практична психологія і соціальна робота».
Слідуючи своїм широким інтересам, у 2007 успішно закінчила факультет теорії та історії мистецтва Національної академії образотворчого мистецтва й архітектури, здобула кваліфікацію «Мистецтвознавець, критик».
Померла в Києві 1 грудня 2013 внаслідок важкої хвороби.

## Наукова діяльність
2000 року Ірина Дмитрівна захистила дисертацію Теорія і практика соціально-педагогічної роботи з дітьми та молоддю в Україні на здобуття наукового ступеня доктора педагогічних наук. Це була перша дисертація захищена в Україні на тему соціальної роботи/соціальної педагогіки.
Автор понад 200 наукових праць, серед них: підручник – 3, навчальні посібники – 7, методичні посібники – 16. Головний редактор та автор деяких статей першого в Таджикистані енциклопедичного словника із соціальної роботи (Социальная работа: Таджикско-русский краткий энциклопедический словарь / Т. Алексеенко, Д. Бахромбеков, Г. Бекназарова, И. Зверева, Ш. — Шосмобулаев и др. ; под общ. ред. И. Зверевой. – Душанбе: ЮНИСЕФ, из- д. ТНУ, 2010) та аналогічного видання в Україні — Енциклопедії для фахівців соціальної сфери.

## Основні публікації
1. Звєрєва І. Д. Книга для батьків: Посібник до тренінгового курсу «Підготовка кандидатів у прийомні батьки та батьки-вихователі» у 3-х ч. / За заг. ред. Т. Ф. Алєксєєнко ; Український фонд «Благополуччя дітей»|Укр. Фонд «Благополуччя дітей» – К.: ДЦСССДМ, 2008. – І част. -184 с; ІІ част. – 192 с.; ІІІ част. –104 с. – ISBN 978-966-7815-92-9
2. Звєрєва І. Д. Енциклопедія освіти / гол. ред. В. Г. Кремень ; Акад. пед. наук України. – К.: Юрінком Інтер, 2008. – с. 112, 151, 210, 222—223, 859. – ISBN 978-966-667-281-3
3. Звєрєва І. Д. Запобігання деінституалізації дітей. Методичний посібник. За заг ред. Звєрєвої І. Д., Петрочко Ж. В. -К. –"Надія і житло для дітей", ЮНІСЕФ, — 229 с. авт. -3 др.арк. — # Звєрєва І. Д. Батьківство в радість. Методичні матеріали для тренера / Авторська інтерпретація та заг. Ред. І. Д. Звєрєва, Г. М. Лактіонова. – К HOLT-In, 2008.- 374 с. – авт. — 5 др.арк
4. Звєрєва І. Д. Тренінговий курс «Основ батьківської компетентності» — Соціально-педагогічна та психологічна робота з дітьми трудових мігрантів: Наук.-метод.посіб./ За ред.. К.Левченко, І, Трубавіної. – Харків, 2008—384 с. (с. 293—363). У співав. Т. Г. Веретенко, Н.Шевченко Авт.- 0,5 др. Арк..
5. Звєрєва І. Д. Соціальний супровід сімей, які опинилися в складних життєвих обставинах. К.: ДЦСССДМ, 2008.- 250 с. У співав. Петрочко Ж. В.- Заг.ред. та .авторських — 2 др.арк
6. Звєрєва І. Д. Книга для батьків: Посібник до тренінгового курсу «Підготовка кандидатів у прийомні батьки та батьки-вихователі» у трьох частинах. За заг.ред. Т.Алєксєєнко. -К.: ДЦСССДМ, УФ «Благополуччя дітей», 2008. – І част. -184 с; ІІ част. – 192 с.; ІІІ част. –104 с. Авторських = 1 част. – 0,75 др.арк.; ІІ част. – 0,5.др.арк.; ІІІ част. – 0,5.др.арк.
7. Звєрєва І. Д. Соціальна педагогіка: мала енциклопедія. За заг. Ред. Звєрєва І. Д.|Звєрєвої І. Д. — К.: Центр учбової літератури, 2008. – 336 с. Авторських — 1 др.арк
8. Звєрєва І. Д. Особливості формування особистості підлітка. Ресурси системи професійно-технічної освіти у профілактиці торговлі людьми. Навчально-методичний посібник. За заг.ред. К.Левченко, І.Трубавіної – К.: 2008. – 312. авт. — 0,5 др.арк.
9. Звєрєва І. Д. ВІЛ-інфекція: Енциклопедія освіти. Акад..пед.наук України; гол.ред. В. Г. Кремень. – К.:Юрінком Інтер, 2008. – с. 112. автор — 0,1 др.арк
10. Звєрєва І. Д. Група соціальна: Енциклопедія освіти. Акад..пед.наук України; гол.ред. В. Г. Кремень. – К.:Юрінком Інтер, 2008. – с.151. автор — 0,1 др.арк
11. Звєрєва І. Д. Дитячі притулки: Енциклопедія освіти. Акад..пед.наук України; гол.ред. В. Г. Кремень. – К.:Юрінком Інтер, 2008.- с.210. автор — 0,1 др.арк
12. Звєрєва І. Д. Доброчинність в освіті: Енциклопедія освіти. Акад. пед.наук України; гол.ред. В. Г. Кремень. – К.:Юрінком Інтер, 2008. – с.222-223. автор — 0,2 др.арк
13. Звєрєва І. Д. Соціально-психологічний тренінг: Енциклопедія освіти. Акад. пед.наук України; гол.ред. В. Г. Кремень. – К.:Юрінком Інтер, 2008. – с.859. автор — 0,1 др.арк
14. Звєрєва І. Д. Ведення випадку: Соціальна педагогіка: мала енциклопедія / За заг.ред. Звєрєва І. Д.|Звєрєвої І. Д. – К.: Центр навч. літ-ри, 2008. – С. 30-32. – 0,2 др. арк.
15. Звєрєва І. Д. ВІЛ-інфекція: Соціальна педагогіка: мала енциклопедія / За заг.ред. Звєрєва І. Д.|Звєрєвої І. Д. – К.: Центр навч. літ-ри, 2008. – с. 32-35. – 0,2 др. арк.
16. Звєрєва І. Д. Доброчинність в освіті: Соціальна педагогіка: мала енциклопедія / За заг.ред. Звєрєва І. Д.|Звєрєвої І. Д. – К.: Центр навч. літ-ри, 2008. – С. 71-72. – 0,1 др. арк.
17. Звєрєва І. Д. Етика соціально-педагогічної діяльності: Соціальна педагогіка: мала енциклопедія / За заг.ред. Звєрєва І. Д.|Звєрєвої І. Д. – К.: Центр навч. літ-ри, 2008. – с. 77-81. – 0,3 др. арк.
18. Звєрєва І. Д. Культура життєвого самовизначення: Соціальна педагогіка: мала енциклопедія / За заг.ред. Звєрєва І. Д.|Звєрєвої І. Д. – К.: Центр навч. літ-ри, 2008. – с. 103—107. – 0,3 др. арк.
19. Звєрєва І. Д. Компетентність: Соціальна педагогіка: мала енциклопедія / За заг.ред. Звєрєва І. Д.|Звєрєвої І. Д. – К.: Центр навч. літ-ри, 2008. – с. 107—110. – 0,2 др. арк.
20. Звєрєва І. Д. Криза: Соціальна педагогіка: мала енциклопедія / За заг.ред. Звєрєва І. Д.|Звєрєвої І. Д. – К.: Центр навч. літ-ри, 2008. – с. 113—118. – 0,3 др. арк.
21. Звєрєва І. Д. Методи збору інформації: Соціальна педагогіка: мала енциклопедія / За заг.ред. Звєрєва І. Д.|Звєрєвої І. Д. – К.: Центр навч. літ-ри, 2008. – с. 127—129. – 0,2 др. арк.
22. Звєрєва І. Д. Оцінка потреб дитини: Соціальна педагогіка: мала енциклопедія / За заг.ред. Звєрєва І. Д.|Звєрєвої І. Д. – К.: Центр навч. літ-ри, 2008. – с. 163—165. – 0,2 др. арк.
23. Звєрєва І. Д. Оцінка потреб дитини та її сім'ї: Соціальна педагогіка: мала енциклопедія / За заг.ред. Звєрєва І. Д.|Звєрєвої І. Д. – К.: Центр навч. літ-ри, 2008. – с. 165—167. – 0,2 др. арк.
24. Звєрєва І. Д. Оцінювання в соціальній педагогіці: Соціальна педагогіка: мала енциклопедія / За заг.ред. Звєрєва І. Д.|Звєрєвої І. Д. – К.: Центр навч. літ-ри, 2008. – с. 167—170. – 0,2 др. арк.
25. Звєрєва І. Д. Парадигми соціальної педагогіки: Соціальна педагогіка: мала енциклопедія / За заг.ред. Звєрєва І. Д.|Звєрєвої І. Д. – К.: Центр навч. літ-ри, 2008. – С. 173—177.
26. Звєрєва І. Д. Складні життєві обставини: Соціальна педагогіка: мала енциклопедія / За заг.ред. Звєрєва І. Д.|Звєрєвої І. Д. – К.: Центр навч. літ-ри, 2008. – с. 232—234. – 0,2 др. арк.
27. Звєрєва І. Д. Соціальна педагогіка: Соціальна педагогіка: мала енциклопедія / За заг.ред. Звєрєва І. Д.|Звєрєвої І. Д. – К.: Центр навч. літ-ри, 2008. – с. 241—243. – 0,2 др. арк.
28. Звєрєва І. Д. Соціально-психологічний тренінг: Соціальна педагогіка: мала енциклопедія / За заг.ред. Звєрєва І. Д.|Звєрєвої І. Д. – К.: Центр навч. літ-ри, 2008. – с. 278—279. – 0,1 др. арк.
29. Звєрєва І. Д. Теорії соціальної педагогіки: Соціальна педагогіка: мала енциклопедія / За заг.ред. Звєрєва І. Д.|Звєрєвої І. Д. – К.: Центр навч. літ-ри, 2008. – с. 292—294. – 0,2 др. арк.
30. Звєрєва І. Д. Підходи до розробки оцінки потреб дитини та її сім'ї.. Збір. Конференції «Дитина має жити в сім'ї». – С-Питер., 24-28 червня. 2008. авт. – 0,1 др.арк.
31. Звєрєва І. Д. Взаємодія державних і громадських організацій в оптимізації умов соціальної адаптації дитини до середовища прийомної сім'ї. ДСССДМ Всеукраїнська науково-практична конференція (23-24.10.08) м. Київ) «Соціально-педагогічні засади виховання морально гармонійної особистості». Авт. — 0,2 др. арк.

## Нагороди
«Заслужений працівник соціальної сфери України» (2002 р.). Також нагороджена Грамотами Міністерства освіти і науки України, Національної академії педагогічних наук України, Відзнакою Міністерства внутрішніх справ України за профілактичну роботу з молоддю.

## Вшанування пам'яті
20 травня 2015 року в Києві відбулися перші соціально-педагогічні читання імені Ірини Дмитрівни Звєрєвої.